# الاتصالات في كوريا الجنوبية

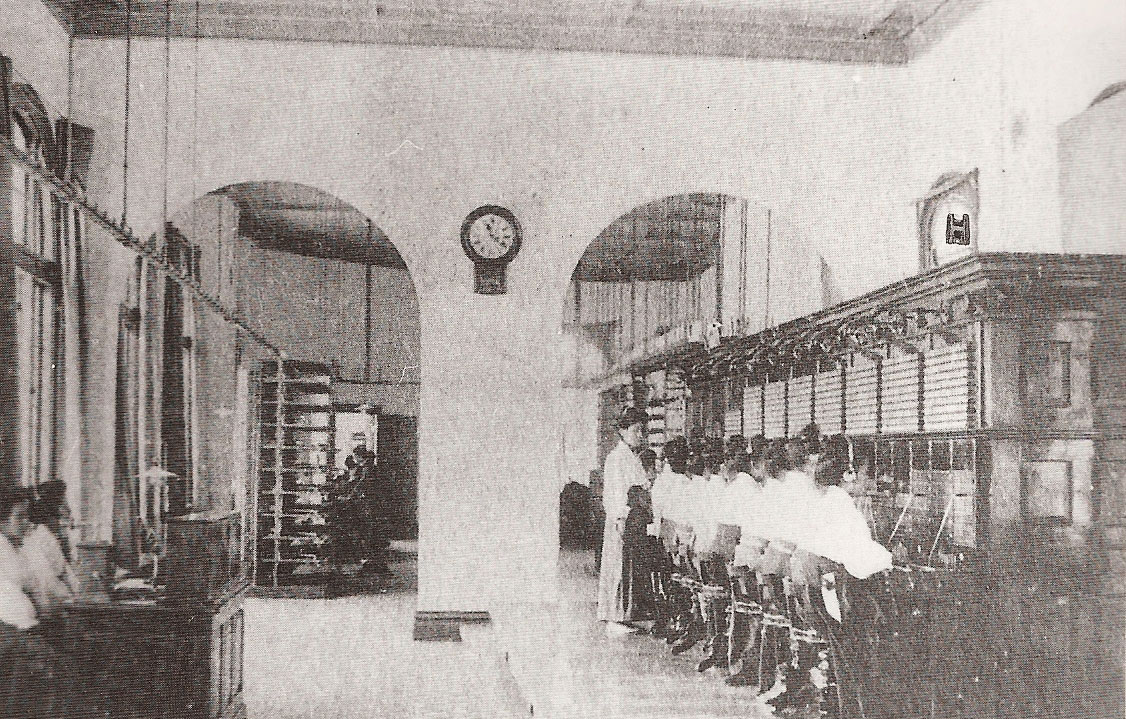
مشغلي الهاتف الذين يعملون في لوحة مفاتيحهم. يرتدي العاملون سراويل هاكاما اليابانية التقليدية مع أسلوب الشعر الياباني التقليدي nihongami.

في كوريا الجنوبية، تحسنت خدمات الاتصالات بشكل جذري في ثمانينيات القرن العشرين بمساعدة شركاء أجانب وبفضل تطور صناعة الإلكترونيات. ارتفع عدد الهواتف المستخدمة عام 1987 إلى 9.2 مليون هاتف، وهي زيادة ملحوظة مقارنة بالمستخدم عام 1980 إذ كان 2.8 مليون مشتركًا والذي كان أربعة أمثال عدد المشتركين عام 1972.
المذياع والتلفاز وصلا إلى كل بيت تقريبًا. بحلول عام 1945 كان هناك 60,000 جهاز مذياع في البلد. في 1987 كان هناك حوالي 42 مليون جهاز مذياع مستخدم، وكان هناك 100 محطة إذاعية. راديو الترانزستور وأجهزة التلفاز وصلت إلى معظم المناطق الريفية النائية. تنتج أجهزة التلفاز على نطاق واسع في كوريا الجنوبية، أصبحت أقل سعرًا، معظم سكان المدن وعدد ملحوظ من العائلات في المناطق الريفية يملكون أو باستطاعتهم الوصول إلى جهاز تلفاز. زادت عدد مالكي أجهزة التلفاز من 25,000 عندما بدأت الإذاعة التلفزية في 1961 إلى ما يصل 8.6 مليون جهاز في 1987، وكان هناك 250 محطة تلفزيونية تذيع برامجها في ذلك الوقت.
متوسط سرعة الاتصال بالإنترنت في كوريا الجنوبية من الأعلى عالميًا، احتلت المرتبة الأولى في تصنيف وضعته شركة أكاماي لأسرع البلدان اتصالًا بالإنترنت في الربع الأول من عام 2013، بلغ متوسط السرعة 14.2 ميجا بايت، في المرتبة الثانية حلت اليابان بسرعة 11.7 ميجا بايت. في الربع الثالث من 2013، أصبح متوسط السرعة في كوريا الجنوبية 22.1 ميجا بايت، وفي اليابان 13.3 ميجا بايت. في 2015، حلت كوريا في المرتبة الأولى في مؤشر تنمية تقنية المعلومات والاتصالات الذي يقوم عليه الاتحاد الدولي للاتصالات متفوقة بفارق ضئيل عن الدنمارك وأيسلندا.
تعمل الحكومة الكورية بمشاركة من شركات في القطاع الخاص على إقامة شبكة متكاملة تقدم خدمات الجيل الخامس، خدمات الجيل الخامس تقدم سرعات أكبر ألف مرة مقارنة بالجيل الرابع. أعلنت الحكومة أن مشروع الجيل الخامس الذي رصدت له 1.5 مليار دولار سيستمر العمل فيه حتى 2020.